# Alojz Pluško
Alojz Pluško, slovenski sociolog, šolnik in politik, * 7. januar 1960, † april 2022.
Med leti 2002 in 2006 je bil direktor Zavoda RS za šolstvo, od leta 2006 do 2009 državni sekretar Republike Slovenije za srednje šolstvo in izobraževanje odraslih ter državni sekretar v Uradu predsednika vlade in državni sekretar za predšolsko vzgojo in osnovno šolstvo. Nazadnje je deloval kot ravnatelj Srednje vzgojiteljske šole, gimnazije in umetniške gimnazije Ljubljana.